# St. Louis Blues (песня)
| Оценки критиков | Оценки критиков |
| Источник        | Оценка          |
| --------------- | --------------- |
| AllMusic        | Без оценки      |

St. Louis Blues («Сент-Луис блюз») — американская песня, написанная в жанре блюза. Автор музыки и текста У. К. Хэнди. Блюз впервые опубликован в 1914 году.
В 2008 году сингл с этой песней в исполнении Луи Армстронга (вышедший в 1929 году на лейбле Okeh Records) был принят в Зал славы премии «Грэмми».
Кроме того, песня, в частности, вошла (в исполнении Бесси Смит от 1925 года) в составленный журналом «Тайм» в 2011 году список All-TIME 100 Songs (список 100 лучших песен с момента основания журнала «Тайм»). По утверждению журнала, большинство людей именно эту версию назовут стандартной. Версия Бесси Смит в 2019 году отнесена  Blues Foundation к классике записей блюза и введена в Зал славы блюза 